# Kazimierz Ksawery Starzeński
Kazimierz Ksawery Piotr Kazimierz Starzeński herbu Lis (ur. 4 marca 1807 we Lwowie, zm. 22 listopada 1877 w Górze Ropczyckiej) – hrabia, ziemianin, wojskowy, c. k. szambelan i c. k. tajny radca, członek Stanów Galicyjskich oraz Izby Panów austriackiej Rady Państwa.

## Życiorys
Syn Arthura Pageta i Katarzyny Joanny Gabrielle Starzeńskiej, uznany przez jej męża Ksawerego. 
Uczestniczył w powstaniu listopadowym. W trakcie wiosny ludów na Węgrzech walczył przeciwko powstańcom. W 1851 major. W 1866 regimentarz pułku Krakusów wojsk austriackich (wówczas Dywizjon Krakusów „Regimentarza” został wcielony do 1 Galicyjskiego pułku ułanów). Potem pułkownik honorowy.
Był członkiem Stanów Galicyjskich z grona magnatów. Od 18 kwietnia 1861 był członkiem dożywotnim Izby Panów w Rady Państwa. W 1867 był prezesem Rady c. k. powiatu ropczyckiego.
Był członkiem rady nadzorczej Kolei im. Karola Ludwika. W 1860 był współtwórcą Towarzystwa Wzajemnych Ubezpieczeń w Krakowie.
27 stycznia 1834 otrzymał godność c. k. szambelana, a 16 grudnia 1864 otrzymał tytuł c. k. tajnego radcy. 
Za zasługi został odznaczony licznymi orderami: austriackimi Orderem Leopolda III klasy z odznaką wojenną (9 maja 1854) i Orderem Żelaznej Korony III klasy z odznaką wojenną (15 stycznia 1850), rosyjskim Orderem św. Stanisława II klasy (4 kwietnia 1851), papieską komandorią Orderu św. Grzegorza Wielkiego, parmeńsko-konstantyńskim Orderem św. Jerzego I klasy (9 grudnia 1853) i hanowerskim Orderem Gwelfów.
27 listopada 1877 ożenił się z Marią Smorągiewicz (1830-1903). Mieli dzieci: Edwarda (ur. 1854), Julię (ur. 1857, żona Mieczysława Deisenberga, a potem Czesława Zapalskiego), Kazimierę (ur. 1858, żona Tytusa Lemera), Karola (ur. 1860).